# Антофагаста-де-ла-Сьєрра
Антофага́ста-де-ла-Сьє́рра (ісп. Antofagasta de la Sierra) — гірське селище в аргентинських Андах у провінції Катамарка; адміністративний центр однойменного департаменту.

## Географія
Лежить на плато Альтіплано дещо на південний схід від вулкана Антофагаста.

### Клімат
Містечко знаходиться у зоні, яка характеризується океанічним кліматом субтропічних нагір'їв. Найтепліший місяць — грудень із середньою температурою 13 °C. Найхолодніший місяць — червень, із середньою температурою 3.4 °С.
| Клімат Антофагасти-де-ла-Сьєрра | Клімат Антофагасти-де-ла-Сьєрра | Клімат Антофагасти-де-ла-Сьєрра | Клімат Антофагасти-де-ла-Сьєрра | Клімат Антофагасти-де-ла-Сьєрра | Клімат Антофагасти-де-ла-Сьєрра | Клімат Антофагасти-де-ла-Сьєрра | Клімат Антофагасти-де-ла-Сьєрра | Клімат Антофагасти-де-ла-Сьєрра | Клімат Антофагасти-де-ла-Сьєрра | Клімат Антофагасти-де-ла-Сьєрра | Клімат Антофагасти-де-ла-Сьєрра | Клімат Антофагасти-де-ла-Сьєрра | Клімат Антофагасти-де-ла-Сьєрра |
| Показник                        | Січ.                            | Лют.                            | Бер.                            | Квіт.                           | Трав.                           | Черв.                           | Лип.                            | Серп.                           | Вер.                            | Жовт.                           | Лист.                           | Груд.                           | Рік                             |
| Середня температура, °C         | 12,8                            | 12,4                            | 11,3                            | 9,2                             | 7                               | 3,4                             | 3,7                             | 5,1                             | 7,3                             | 10                              | 12                              | 13                              | 8,9                             |
| Норма опадів, мм                | 56.5                            | 52.4                            | 39.4                            | 10.4                            | 3.5                             | 10.3                            | 3.2                             | 11.3                            | 8                               | 10.5                            | 20.5                            | 36.9                            | 262.9                           |
| Днів з опадами                  | 13,2                            | 12,9                            | 10                              | 4,3                             | 1,6                             | 1,1                             | 1,3                             | 1,6                             | 2,4                             | 3,9                             | 6                               | 11,4                            | 69,7                            |
| Вологість повітря, %            | 58.7                            | 61.6                            | 61.1                            | 55.2                            | 50.3                            | 48.1                            | 44.5                            | 41.2                            | 42                              | 45.1                            | 48.9                            | 53.9                            | 50.9                            |
| ------------------------------- | ------------------------------- | ------------------------------- | ------------------------------- | ------------------------------- | ------------------------------- | ------------------------------- | ------------------------------- | ------------------------------- | ------------------------------- | ------------------------------- | ------------------------------- | ------------------------------- | ------------------------------- |
| Джерело: Weatherbase            |                                 |                                 |                                 |                                 |                                 |                                 |                                 |                                 |                                 |                                 |                                 |                                 |                                 |